# Santovenia (Soto y Amío)
Santovenia es una localidad del municipio leonés de Soto y Amío, en la Comunidad Autónoma de Castilla y León. 
La iglesia está dedicada a santa Marina.

## Localidades limítrofes
Confina con las siguientes localidades:
- Al norte con Soto y Amío.
- Al este con Formigones y Riocastrillo de Ordás.
- Al sureste con Adrados de Ordás.
- Al suroeste con Camposalinas.
- Al oeste con La Velilla.
- Al noroeste con Villaceid.

## Demografía
Evolución de la población
| Gráfica de evolución demográfica de Santovenia entre 2000 y 2017   |
|                                                                    |
| Población de derecho (2000-2017) según el padrón municipal del INE |

## Historia
Así se describe a Santovenia (de San Marcos) en el tomo XIII del Diccionario geográfico-estadístico-histórico de España y sus posesiones de Ultramar, obra impulsada por Pascual Madoz a mediados del siglo XIX:

Lugar en la provincia de León, partido judicial de Murias de Paredes, diócesis de Oviedo, audiencia territorial y capitanía general de Valladolid, ayuntamiento de Soto y Amío. Situado en terreno desigual; su clima es frío; sus enfermedades más comunes pulmonías y reumas. Tiene 46 casas; escuela de primeras letras; iglesia parroquial (Santa María) servida por un cura de ingreso y presentación del extinguido convento de San Marcos de León, y buenas aguas potables. Confina con Soto y Amío, Camposalinas, Riocastrillo y Canales. El terreno es de mediana y mala calidad. Los caminos son locales. Producciones: centeno, algún lino, patatas y pastos; cría ganados y caza de varios animales. Población: 50 vecinos, 170 almas. Contribución: con el ayuntamiento.
Diccionario geográfico-estadístico-histórico de España y sus posesiones de Ultramar